# Eddie Murphy (rychlobruslař)
Edward S. „Eddie“ Murphy (1. února 1905 La Cross, Wisconsin – 20. září 1973 Bellwood, Illinois) byl americký rychlobruslař.
Na Zimních olympijských hrách 1928 dosáhl nejlepšího výsledku na trati 1500 m, kde skončil pátý. Kromě toho byl také desátý v závodě na 500 m a čtrnáctý na distanci 5000 m. O čtyři roky později, na zimní olympiádě 1932, se zúčastnil pouze závodu na 5000 m, v něm však získal stříbrnou medaili. O několik týdnů později startoval také na Mistrovství světa (16. místo).